# Санта-Барбара-де-Падройнш
Санта-Барбара-де-Падройнш (порт. Santa Bárbara de Padrões; МФА: [ˈsɐ̃.tɐ ˈbaɾ.bɐ.ɾɐ dɨ pɐ.ˈdɾõjʃ]) — парафія в Португалії, у муніципалітеті Каштру-Верде. Розташована в південній частині країни, на теренах історичної португальської провінції Алентежу. Входить до складу округу Бежа. За адміністративним поділом, чинним до 1976 року, терени парафії були складовою провінції Нижнє Алентежу. Належить до Безької діоцезії Католицької церкви. Патрон — свята Барбара. Площа — 66,3147 км². Населення — 943 ос. (2011). Слабо урбанізований регіон. Густота населення — 14,22 осіб/км²
. Код — 020604.

## Населення
| Кількість мешканців | Кількість мешканців | Кількість мешканців | Кількість мешканців | Кількість мешканців | Кількість мешканців | Кількість мешканців | Кількість мешканців | Кількість мешканців | Кількість мешканців | Кількість мешканців | Кількість мешканців | Кількість мешканців | Кількість мешканців | Кількість мешканців |
| ------------------- | ------------------- | ------------------- | ------------------- | ------------------- | ------------------- | ------------------- | ------------------- | ------------------- | ------------------- | ------------------- | ------------------- | ------------------- | ------------------- | ------------------- |
| 1864                | 1878                | 1890                | 1900                | 1911                | 1920                | 1930                | 1940                | 1950                | 1960                | 1970                | 1981                | 1991                | 2001                | 2011                |
| 1 428               | 1 617               | 1 402               | 1 428               | 1 596               | 1 760               | 1 735               | 2 047               | 2 041               | 2 002               | 1 765               | 1 259               | 1 311               | 1 271               | 943                 |